# Прапор Рожищенського району
Прапор Рожищенського району затверджений 14 березня 2003 року сесією Рожищенської районної ради.

## Опис
Прямокутне полотнище, із співвідношенням ширини до довжини 2:3, розділене горизонтально на дві рівновеликі смуги, верхня червоного та нижня жовтого кольорів, у центрі полотнища герб району. Основні знаки і кольори відповідають основним знакам і кольорам герба.